# マルコ・ファス
マルコ・ファス（Marco Ruas、1961年1月21日 - ）は、ブラジルの男性総合格闘家。リオデジャネイロ州出身。ファス・バーリトゥード主宰。ルタ・リーブリ七段。ブラジリアン柔術黒帯。柔道黒帯。UFC 7王者。
ヒクソン・グレイシーが対戦を避け続けた男、路上の王 (King of Street) と言われた。

## 来歴
ルタ・リーブリ、ブラジリアン柔術、レスリング、ムエタイ、ボクシング、テコンドー、カポエイラなど様々な競技の技術を学んだ。
1995年9月8日、UFC 7のトーナメントで優勝を果たした。
1995年12月16日、Ultimate Ultimate 1995のトーナメントでは準決勝でオレッグ・タクタロフに判定負け。「生まれて初めて人と戦って負けと言われた」とリング内で大泣き。
1998年3月15日、PRIDE初参戦となったPRIDE.2でゲーリー・グッドリッジと対戦し、ヒールホールドで一本勝ち。
1998年10月11日、PRIDE.4でアレクサンダー大塚と対戦。大塚のグラウンドパンチを顔面に受け続け、2R終了時に戦意喪失、タオル投入によるTKO負け。この試合についてファスは「試合前に飲んだ鎮痛薬の副作用でコンディションは最悪だった。大塚とは是非再戦したい」と語っている。
IFLでは、「サザンカリフォルニア・コンドルス」のコーチを務め、2007年5月19日、モーリス・スミスと45歳のコーチ対決を戦い、タオル投入によるTKO負け。

## 戦績
| 総合格闘技 戦績 | 総合格闘技 戦績 | 総合格闘技 戦績 | 総合格闘技 戦績 | 総合格闘技 戦績 | 総合格闘技 戦績 | 総合格闘技 戦績 |
| --------------- | --------------- | --------------- | --------------- | --------------- | --------------- | --------------- |
| 15 試合         | (T)KO           | 一本            | 判定            | その他          | 引き分け        | 無効試合        |
| 9 勝            | 1               | 8               | 0               | 0               | 2               | 0               |
| 4 敗            | 3               | 0               | 1               | 0               | 2               | 0               |

| 勝敗 | 対戦相手               | 試合結果                        | 大会名                                                           | 開催年月日     |
| ×    | モーリス・スミス       | 4R 3:43 TKO（タオル投入）       | IFL: Chicago                                                     | 2007年5月19日  |
| ○    | ジェイソン・ランバート | 1R 0:56 ヒールホールド          | Ultimate Pankration 1                                            | 2001年11月11日 |
| ×    | モーリス・スミス       | 1R終了時 TKO（タオル投入）      | UFC 21: Return of the Champions                                  | 1999年7月16日  |
| ×    | アレクサンダー大塚     | 2R終了時 TKO（タオル投入）      | PRIDE.4                                                          | 1998年10月11日 |
| ○    | ゲーリー・グッドリッジ | 1R 9:09 ヒールホールド          | PRIDE.2                                                          | 1998年3月15日  |
| ○    | パトリック・スミス     | 1R 0:39 ヒールホールド          | World Vale Tudo Championship 4 【WVCスーパーファイト王座決定戦】 | 1997年3月16日  |
| △    | オレッグ・タクタロフ   | 30分1R終了 ドロー               | World Vale Tudo Championship 2 【WVCスーパーファイト選手権試合】 | 1996年11月10日 |
| ○    | スティーブ・ジェナム   | 1R 1:43 ギブアップ（パウンド）  | World Vale Tudo Championship 1 【WVCスーパーファイト王座決定戦】 | 1996年8月4日   |
| ×    | オレッグ・タクタロフ   | 18分1R終了 判定0-3              | Ultimate Ultimate 1995 【準決勝】                                | 1995年12月16日 |
| ○    | キース・ハックニー     | 1R 2:39 チョークスリーパー      | Ultimate Ultimate 1995 【1回戦】                                 | 1995年12月16日 |
| ○    | ポール・ヴァレランス   | 1R 13:17 TKO（マウントパンチ）  | UFC 7: The Brawl in Buffalo 【決勝】                             | 1995年9月8日   |
| ○    | レムコ・パドゥール     | 1R 12:27 ギブアップ（試合放棄） | UFC 7: The Brawl in Buffalo 【準決勝】                           | 1995年9月8日   |
| ○    | ラリー・キュアトン     | 1R 3:23 ヒールホールド          | UFC 7: The Brawl in Buffalo 【1回戦】                            | 1995年9月8日   |

## 獲得タイトル
- UFC 7トーナメント 優勝（1995年）
- 初代WVCスーパーファイト王座（1996年）
- 第3代WVCスーパーファイト王座（1997年）